# Jacek Gajewski (fizyk)
Jacek Gajewski (ur. 1948 w Warszawie) – fizyk, doktor nauk fizycznych.

## Praca naukowa
W latach 1971–2008 pracował na Wydziale Fizyki Uniwersytetu Warszawskiego, w Zjednoczonym Instytucie Badań Jądrowych (ZIBJ) w Dubnej, w DESY i w CERN jako fizyk specjalizujący się w fizyce cząstek elementarnych.

## Działania na rzecz rozwoju Internetu
W 1987 został pełnomocnikiem dziekana Wydziału Fizyki Uniwersytetu Warszawskiego ds. informatyki. Wspólnie z rektorami UW złożył do międzynarodowej organizacji sieciowej EARN/BITNET pierwszy wniosek o podłączenie Polski do międzynarodowych sieci komputerowych. W 1989 współautor petycji naukowców polskich do Prezydenta Busha o zniesienie embargo COCOM na technologie sieciowe. W 1988 i 1989 stworzył na Wydziale Fizyki Uniwersytetu Warszawskiego zespół kilku młodych specjalistów od sieci komputerowych. Zespół ten w 1991 zestawił pierwsze polskie międzynarodowe połączenie Internetowe (do Kopenhagi) oraz stworzył w 1993 pierwszy polski serwer informacyjny WWW (który przez wiele lat gościł Polską Stronę Narodową) i serwer Usenet groups. Jesienią 1994 wraz z grupą naukowców z Wydziału Fizyki Uniwersytetu Warszawskiego opracował założenia programu Internet dla Szkół (IdS), mającego umożliwić szkołom tani dostęp do sieci Internet. Pełnił funkcję kierownika tego projektu, rozpoczętego w 1995, i w ciągu 4 lat podłączył do sieci Internet pierwsze 1400 szkół w 300 miejscowościach.
W latach 1994–2011 pełnił funkcję Sekretarza Stowarzyszenia Sieci Komputerowych Krajów Europy Środkowej i Wschodniej (CEENet), organizacji grupującej sieci akademickie i edukacyjne z 24 krajów. Jako ekspert NATO i ONZ uczestniczył w misjach doradczych w Azerbejdżanie, Gruzji, Ukrainie i Uzbekistanie. Jako ekspert Unii Europejskiej brał udział w ocenie i audycie projektów FP6 oraz realizował projekty pomocowe UE w Azji Centralnej, na Kaukazie i na Bałkanach. Od 1994 jest członkiem Internet Society (ISOC), w 1995 był członkiem założycielem Polskiej Społeczności Internetu (PSI), zaś w 1996 otrzymał nominację na kandydata do ISOC Board of Trustees. W 2000 był członkiem założycielem Polskiego Oddziału Internet Society Poland, następnie pełnił funkcję członka Zarządu tego stowarzyszenia. W latach 2022–2013 pracował dla centrali Internet Society jako koordynator jego europejskich oddziałów.
Od 2014 pracuje w Narodowym Centrum Badań Jądrowych w Świerku jako koordynator projektów międzynarodowych, jest współautorem wielu wniosków projektowych, w tym projektu NOMATEN tworzącego w NCBJ międzynarodowe Centrum Doskonałości.

## Odznaczenia i nagrody
Odznaczony Złotym Krzyżem Zasługi za przyczynienie się do rozwoju polskiego Internetu (2001).
W roku 2020 otrzymał „Kryształową Brukselkę” za efektywne pozyskiwanie środków z Programu Ramowego UE Horyzont 2020.